# Шатск
Шатск — посёлок в Тульской области России. 
В рамках организации местного самоуправления входит в городской округ город Тула, в рамках административно-территориального устройства является центром Шатского сельского округа Ленинского района Тульской области.

## География
Расположен на правом берегу реки Шат, в 10 км к юго-востоку от окраин Тулы и в 16 км от центра города.
Имеются автодороги Сергиевский — Красный Яр и Тула — Шатск. В 2,5 км к юго-западу находится ж.-д. станция Присады на линии Тула — Узловая.
Посёлок связан с Тулой автобусными маршрутами № 102 и 170.

## История
Посёлок основан в 1949 году, его появление связано с программой подземной газификации угля.
До 1990-х гг. посёлок был центром Шатского сельского Совета. В 1997 году стал центром Шатского сельского округа Ленинского района Тульской области. 
В рамках организации местного самоуправления с 2006 до 2014 гг. являлся центром Шатского сельского поселения Ленинского района, с 2015 года входит в Пролетарский территориальный округ в рамках городского округа город Тула.

## Население
| 2002 | 2010  |
| ---- | ----- |
| 2738 | ↘2702 |